# Baloto
Балото — лотерея Колумбии. Имеет основной вариант и дополнительную игру, более известную как Реванш. Это бонусный раунд, который использует числа билета игрока, как и в основной игре. Самый высокий джек-пот Baloto, когда-либо выигранный, достиг 47 миллионов долларов США.

## Правила игры в лотерею
Для игры в Балото следует выбрать шесть чисел из матрицы от 1 до 45. Если у игрока все шесть цифр обозначены верно (то есть так, как в выигрышной комбинации), он выигрывает джек-пот лотерейной игры. Минимальное значение джек-пота в данной игре — 2 миллиарда колумбийских песо. Джек-пот лотереи Балото аккумулируется к следующей игре, если его никто не выиграл в определенном розыгрыше. Излишне отмечать, что сумма может достигнуть головокружительных размеров после череды тиражей без победителей.
У бонусного розыгрыша (Реванша) существует отдельный гарантированный главный приз — 500 миллионов песо. Выходит, что одна числовая комбинация в игре дает участникам доступ к двум розыгрышам одновременно. Хотя джек-пот дополнительного розыгрыша значительно меньше (в районе 172 тысяч долларов), он все же очень интересует игроков.
Розыгрыши Baloto проводятся дважды в неделю: по средам и субботам. Билеты можно купить в день розыгрыша.